# Negeri Kelumbayan
Negeri Kelumbayan is een bestuurslaag in het regentschap Tanggamus van de provincie Lampung, Indonesië. Negeri Kelumbayan telt 1322 inwoners (volkstelling 2010).